# Buenaventura Báez
Pour les articles homonymes, voir Báez.
Buenaventura Báez Méndez, né le 14 juillet 1812 à Cabral (en) et mort le 14 mars 1884, est un homme d'État dominicain, président de la République dominicaine, soit pour quatre mandats entre 1862 et 1878, et gouverna le pays démocratiquement jusqu'à sa démission et son retrait de la politique en 1878. Il est le symbole de la République Démocratique Dominicaine.
Son fils Ramón Báez (en) est également président provisoire de la République entre le 28 août et le 5 décembre 1914.